# Chironomus saxatilis
Chironomus saxatilis är en tvåvingeart som beskrevs av Wulker 1981. Chironomus saxatilis ingår i släktet Chironomus och familjen fjädermyggor. Det är osäkert om arten förekommer i Sverige. Inga underarter finns listade i Catalogue of Life.